# HD246726
HD246726 є хімічно пекулярною зорею спектрального класу
A5 й має видиму зоряну величину в смузі V приблизно 10,5.

## Пекулярний хімічний вміст
Зоряна атмосфера HD246726 має підвищений вміст 
Si
.